# Tecomatán
Tecomatán är en ort i Mexiko.   Den ligger i kommunen Pajacuarán och delstaten Michoacán de Ocampo, i den centrala delen av landet, 400 km väster om huvudstaden Mexico City. Tecomatán ligger 1 531 meter över havet och antalet invånare är 1 096.
Terrängen runt Tecomatán är kuperad åt sydväst, men åt nordost är den platt. Runt Tecomatán är det ganska tätbefolkat, med 80 invånare per kvadratkilometer. Närmaste större samhälle är La Barca, 19,8 km norr om Tecomatán. I omgivningarna runt Tecomatán växer huvudsakligen savannskog.